# Forcepia carteri
Forcepia carteri är en svampdjursart som beskrevs av Arthur Dendy 1896. Forcepia carteri ingår i släktet Forcepia och familjen Coelosphaeridae.
Artens utbredningsområde är Sydaustralien. Inga underarter finns listade i Catalogue of Life.